# 2014年冬季奧林匹克運動會越野滑雪比賽
2014年冬季奧林匹克運動會越野滑雪比賽於2014年2月8日至23日在俄羅斯卡拉斯拉雅波利亞納勞拉越野滑雪和冬季兩項中心舉行。

## 各項成績
2018年2月1日，国际体育仲裁院恢復若干俄羅斯運動員在本屆賽事的比賽成績。

### 獎牌榜
| 排名 | 国家／地区        | 金牌 | 银牌 | 铜牌 | 總數 |
| ---- | ----------------- | ---- | ---- | ---- | ---- |
| 1    | 挪威（NOR）       | 5    | 2    | 4    | 11   |
| 2    | 瑞典（SWE）       | 2    | 5    | 4    | 11   |
| 3    | 瑞士（SUI）       | 2    | 0    | 0    | 2    |
| 4    | 俄罗斯（RUS）     | 1    | 3    | 1    | 5    |
| 5    | 芬兰（FIN）       | 1    | 2    | 0    | 3    |
| 6    | 波兰（POL）       | 1    | 0    | 0    | 1    |
| 7    | 法国（FRA）       | 0    | 0    | 1    | 1    |
| 7    | 德国（GER）       | 0    | 0    | 1    | 1    |
| 7    | 斯洛文尼亚（SLO） | 0    | 0    | 1    | 1    |
|      | 總計              | 12   | 12   | 12   | 36   |

### 男子
| 項目                  | 金牌                                                                        | 金牌      | 银牌                                                                                           | 银牌      | 铜牌                                                                                    | 铜牌      |
| 15公里古典 （詳細）   | 達廖·科洛尼亞 · 瑞士（SUI）                                                 | 38:29.7   | 约翰·奥尔松 · 瑞典（SWE）                                                                      | 38:58.2   | 丹尼尔·里卡德松 · 瑞典（SWE）                                                           | 39:08.5   |
| 30公里追逐賽 （詳細） | 達廖·科洛尼亞 · 瑞士（SUI）                                                 | 1:08:15.4 | 马库斯·赫尔纳 · 瑞典（SWE）                                                                    | 1:08:15.8 | 马丁·约翰斯鲁德·松德比 · 挪威（NOR）                                                    | 1:08:16.8 |
| 50公里自由式 （詳細） | Alexander Legkov · 俄罗斯（RUS）                                            | 1:46:55.2 | Maxim Vylegzhanin · 俄罗斯（RUS）                                                              | 1:46:55.9 | Ilia Chernousov · 俄罗斯（RUS）                                                         | 1:46:56.0 |
| 4×10公里接力 （詳細） | 拉尔斯·内尔松 · 丹尼尔·里卡德松 · 约翰·奥尔松 · 马库斯·赫尔纳 · 瑞典（SWE） | 1:28:42.0 | Dmitry Japarov · Alexander Bessmertnykh · Alexander Legkov · Maxim Vylegzhanin · 俄罗斯（RUS） | 1:29:09.3 | 让-马克·加亚尔 · 莫里斯·马尼菲卡 · 罗班·迪维拉尔 · Ivan Perrillat Boiteux · 法国（FRA） | 1:29:13.9 |
| 競速 （詳細）         | 奥拉·维根·哈特斯塔 · 挪威（NOR）                                            | 3:38.4    | 特奥多尔·彼得松 · 瑞典（SWE）                                                                  | 3:39.6    | 埃米尔·约恩松 · 瑞典（SWE）                                                             | 3:55.2    |
| 團體競速 （詳細）     | 芬兰 · 伊沃·尼斯卡宁 · 萨米·尧霍耶尔维                                      | 23:14.89  | 俄罗斯 · Maxim Vylegzhanin · Nikita Kriukov                                                    | 23:15.86  | 瑞典 · 埃米尔·约恩松 · 特奥多尔·彼得松                                                  | 23:30.01  |

### 女子
| 項目                  | 金牌                                                                  | 金牌      | 银牌                                                                                 | 银牌      | 铜牌                                                                            | 铜牌      |
| 10公里古典 （詳細）   | 尤斯蒂娜·科瓦尔奇克 · 波兰（POL）                                     | 28:17.8   | 夏洛特·卡拉 · 瑞典（SWE）                                                            | 28:36.2   | 特蕾丝·约海于格 · 挪威（NOR）                                                   | 28:46.1   |
| 15公里追逐賽 （詳細） | 玛丽特·比约根 · 挪威（NOR）                                           | 38:33.6   | 夏洛特·卡拉 · 瑞典（SWE）                                                            | 38:35.4   | Heidi Weng · 挪威（NOR）                                                        | 38:46.8   |
| 30公里自由式 （詳細） | 玛丽特·比约根 · 挪威（NOR）                                           | 1:11:05.2 | 特蕾丝·约海于格 · 挪威（NOR）                                                        | 1:11:07.8 | 克丽丝廷·斯特默·斯泰拉 · 挪威（NOR）                                            | 1:11:28.8 |
| 4×5公里接力 （詳細）  | 伊达·英厄马斯多特 · 埃玛·维肯 · 安娜·哈格 · 夏洛特·卡拉 · 瑞典（SWE） | 53:02.7   | 安妮·屈勒宁 · 艾诺-凯萨·萨里宁 · 凯尔图·尼斯卡宁 · 克丽丝塔·莱赫滕迈基 · 芬兰（FIN） | 53:03.2   | 妮科尔·费塞尔 · 斯特凡妮·伯勒尔 · 克劳迪娅·尼斯塔 · 丹尼絲·赫爾曼 · 德国（GER） | 53:03.6   |
| 競速 （詳細）         | 梅肯·卡丝佩森·法拉 · 挪威（NOR）                                      | 2:35.49   | 英维尔·弗吕格斯塔·厄斯特贝格 · 挪威（NOR）                                           | 2:35.87   | 韦斯娜·法比扬 · 斯洛文尼亚（SLO）                                               | 2:35.89   |
| 團體競速 （詳細）     | 挪威（NOR） · 英维尔·弗吕格斯塔·厄斯特贝格 · 玛丽特·比约根            | 16:04.05  | 芬兰（FIN） · 艾诺-凯萨·萨里宁 · 凯尔图·尼斯卡宁                                     | 16:13.14  | 瑞典（SWE） · 伊达·英厄马斯多特 · 斯蒂娜·尼尔松                                 | 16:23.82  |

## 參賽國家和地區
共有54個國家和地區的310位運動員參加本屆賽事。智利將首次參加冬奧越野滑雪比賽。多米尼克首次參加冬奧，派出兩名運動員參加本賽事。
| - 阿根廷（1） - 亚美尼亚（3） - （4） - 奥地利（8） - 白俄罗斯（6） - 百慕大（1） - 波斯尼亚和黑塞哥维那（2） - 巴西（2） - 加拿大（13） - 保加利亚（4） - 加拿大（12） - 智利（1） - 中国（4） - 克罗地亚（2） | - 捷克（10） - 丹麦（1） - 多米尼克（2） - 爱沙尼亚（7） - 芬兰（17） - 法国（15） - 德国（18） - 英国（4） - 希腊（2） - 匈牙利（2） - 冰岛（1） - 印度（1） - 伊朗（2） - 爱尔兰（1） | - 意大利（16） - 日本（6） - （11） - 拉脱维亚（3） - 列支敦士登（1） - 立陶宛（2） - 卢森堡（1） - 马其顿（2） - 摩尔多瓦（2） - 蒙古（2） - 尼泊尔（1） - 挪威（20） - 秘鲁（1） | - 波兰（10） - 罗马尼亚（3） - 俄罗斯（20） - 斯洛伐克（4） - 斯洛文尼亚（5） - 韩国（2） - 塞尔维亚（3） - 瑞典（19） - 瑞士（14） - 多哥（1） - 土耳其（2） - 乌克兰（8） - 美国（14） |